# Publiczna Szkoła Podstawowa nr 1 w Kędzierzynie Koźlu
Publiczna Szkoła Podstawowa nr 1 im. Powstańców Śląskich w Kędzierzynie Koźlu – jedna z 15 szkół podstawowych w Kędzierzynie-Koźlu.
Szkoła znajduje się w centrum miasta, przy ulicy Kościelnej 19. Jest najstarszą, powstałą w 1904 roku szkołą podstawową w dawnej osadzie Kędzierzyn, która w odróżnieniu od Koźla będącego ważnym grodem, a nawet stolicą księstwa kozielsko-bytomskiego, stanowiła przez wieki niewielką osadę, zaś do 1975 roku była osobną miejscowością. Szkoła posiada nowoczesne boisko sportowe ze sztuczną trawą do piłki nożnej, z bieżnią lekkoatletyczną, z boiskiem do siatkówki i koszykówki oraz rzutnię do pchnięcia kulą. Posiada także salę gimnastyczną, salę informatyczną z internetem, salę językową z telewizorem i z systemem odtwarzania muzyki.